# Frank Hahn (Fußballspieler)
Frank Hahn (* 1. Februar 1957) ist ein ehemaliger deutscher Fußballspieler.

## Werdegang
Der Mittelfeldspieler Frank Hahn begann seine Karriere bei der SpVgg Preußen Hameln in der Oberliga Nord. Im Sommer 1980 wechselte er zum Zweitligisten SC Herford. Er feierte sein Zweitligadebüt am 23. August 1980 beim 1:1-Unentschieden der Herforder bei Fortuna Köln. Für die Herforder absolvierte er 27 Zweitligaspiele und erzielte dabei zwei Tore. Am Saisonende verpasste Hahn mit seiner Mannschaft die Qualifikation für die eingleisige 2. Bundesliga und verließ den Verein im Sommer 1982 mit unbekanntem Ziel.